# Americus, Georgia
Americus är en stad (city) i Sumter County, i delstaten Georgia, USA. Enligt United States Census Bureau har staden en folkmängd på 16 809 invånare (2011) och en landarea på 29,1 km². Americus är huvudort i Sumter County.